# 多型
多型（たけい、また多形、あるいは多形性：英語 polymorphism）とは、生物において、本来同一であるはずのものが不連続的に異なった形態を示すことを指す。たとえば同一種の個体間で形態が異なる場合や、個体の中に複数の同一の器官があって、それらの間に差異がある場合などがある。
特に、2通りに分かれる場合が多く、その場合二形（性）という。
多型は表現型多型と遺伝的多型に分けられる。表現型多型とは二つ以上の異なる表現型が同じ種の集団の中に存在する状態を指す。遺伝的多型とは同じ生物種の集団のうちに遺伝子型の異なる個体が存在すること、またはその異なる遺伝子・DNA配列のことをいう。

## 表現型多型
真社会性の動物であるアリのカースト制は表現型多型の典型例である。このような多型は非常に一般的に見られる。それは生物多様性、遺伝的変異、適応に関連して維持されている。多型の他の代表例は、昆虫、ほ乳類や鳥類に見られる性的二形である。蝶の模様（擬態も参照）、蛾の羽の形、カタツムリの貝の形状、人の血液型なども多型の典型であり、また個体群密度の変化によって生じる相変異なども多型である。多型は進化的プロセスの結果として生じる。多型は遺伝し、選択によって修正される。同じ遺伝子型が異なる表現型の多型を生み出す場合、その性質を表現型の可塑性という。

## 遺伝的多型の種類
一般には普通と異なる遺伝子の頻度が全体の1%以上の場合をいい、それより少ない場合は変異という。例えば同種の酵素に異なるものがあれば、「酵素多型」と呼ぶ。
分子生物学および遺伝学ではDNA配列上の多型、すなわち遺伝的多型のことを指す。ヒトゲノムの大まかなデザインが明らかになってきたことにより、次はヒトの多型と疾病などとの関係を明らかにすることが医学上の重要課題となっている。

### VNTR（variable number of tandem repeat）
VNTRは数塩基～数十塩基からなる配列が繰り返し存在するもので、ゲノム中に数百～数千箇所ある。この繰り返しの数が個体によって異なる（つまり多型が見られる）。ゲノム中で目的とする遺伝子の位置を明らかにするためのマーカーとして連鎖解析等に用いられてきたが、最近では、より多く分布するSTRPを用いることが多い。 

### STRP（short tandem repeat polymorphism）
STR（マイクロサテライトともいう）は2～7塩基からなる配列が2～数十回反復するもので、この回数に多型が見られ、STRPと呼ぶ。VNTRに比べて多く存在し、突然変異により変化する率が高い。また特定の遺伝子または近傍で、反復回数の異常が疾患の直接的な原因になる例も知られている。現在、連鎖解析において多く用いられている。 

### 一塩基多型（single nucleotide polymorphisms）
一塩基多型（SNPs）は一塩基の置換（点突然変異）によって生じた多型である。突然変異率はSTRPよりは低いが、ゲノム中に高頻度に分布し多型性が失われることが少ないため、連鎖解析や関連解析に用いられている。またアミノ酸配列や転写調節領域の塩基配列の変化により遺伝子の機能に影響する可能性も高いので、疾患関連遺伝子の研究で特に注目されている。